# Pterois miles
Pour les articles homonymes, voir Rascasse volante.
Espèce
Pterois miles est une espèce de poissons marins de la famille des Scorpaenidae (les « rascasses »). Cette espèce est communément appelée rascasse volante de l'océan Indien, à l'instar de sa proche cousine Pterois volitans, qui peuple pour sa part l'océan Pacifique.

## Description et caractéristiques
C'est une assez grosse rascasse, dont les mâles peuvent approcher les 40 cm de long, et rendue plus impressionnante encore par ses nombreux appendices pointus, dont la plupart sont venimeux. Sa coloration, alternant irrégulièrement des bandes blanches et colorées est variable en fonction de son habitat, et va de l'orange pâle au noir.
Les juvéniles sont sombres avec des pectorales très développées.

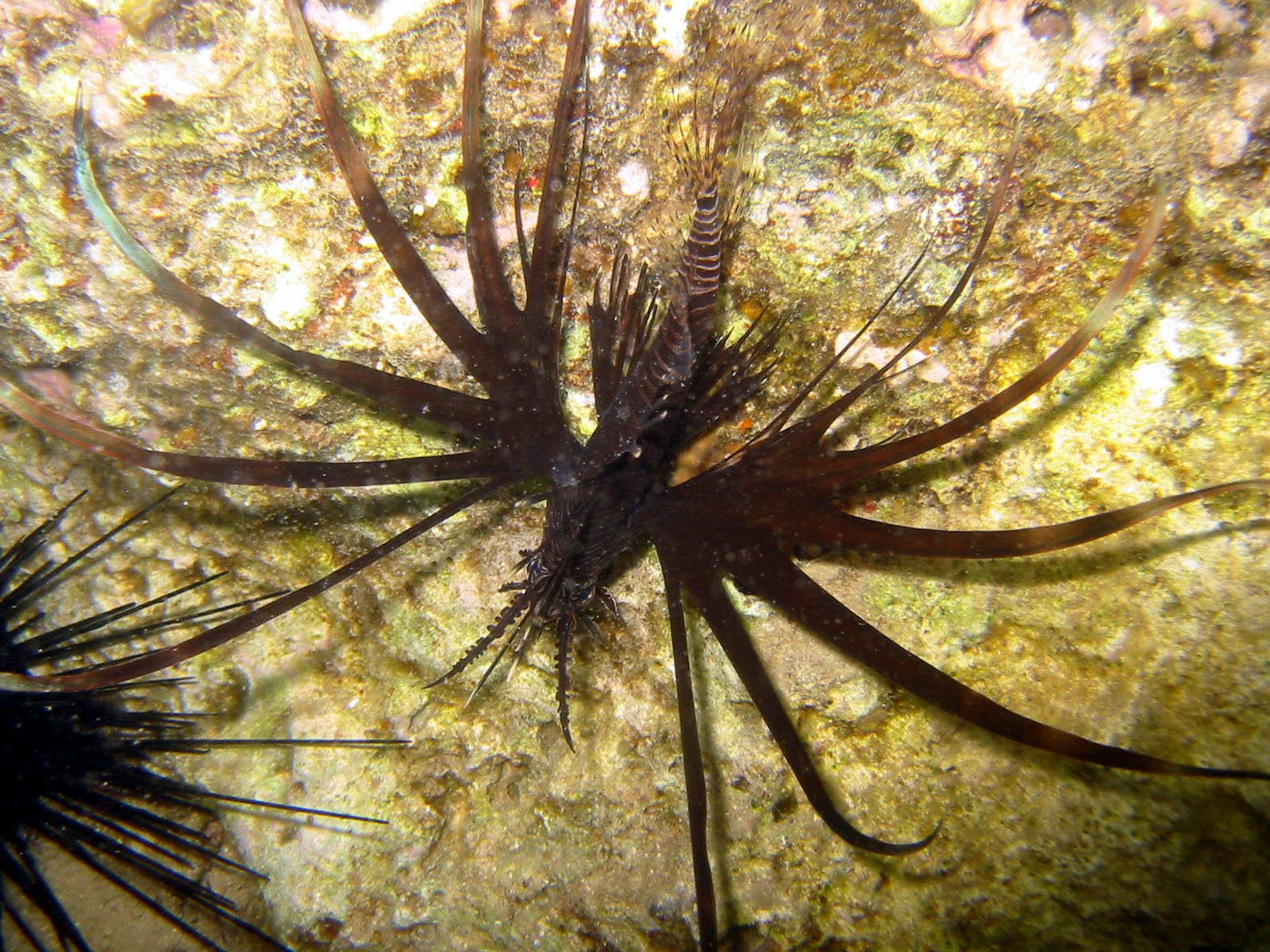
Juvénile
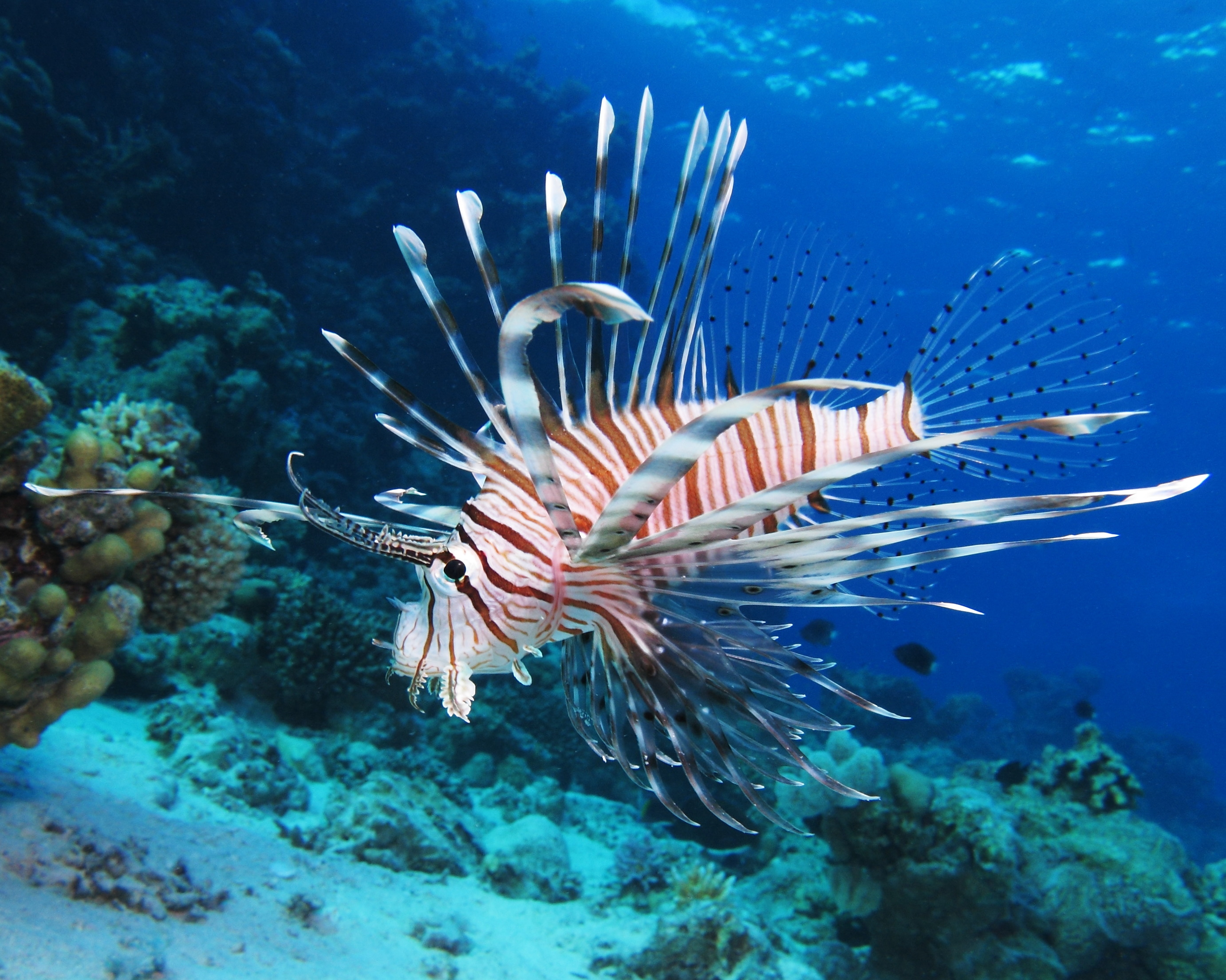
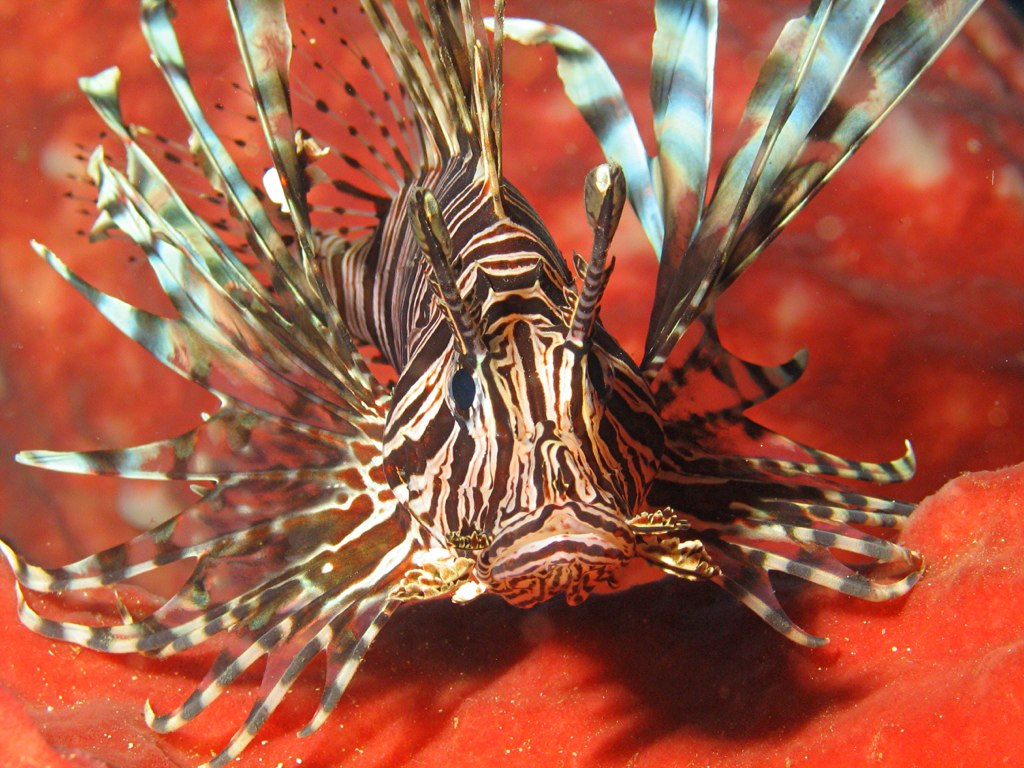
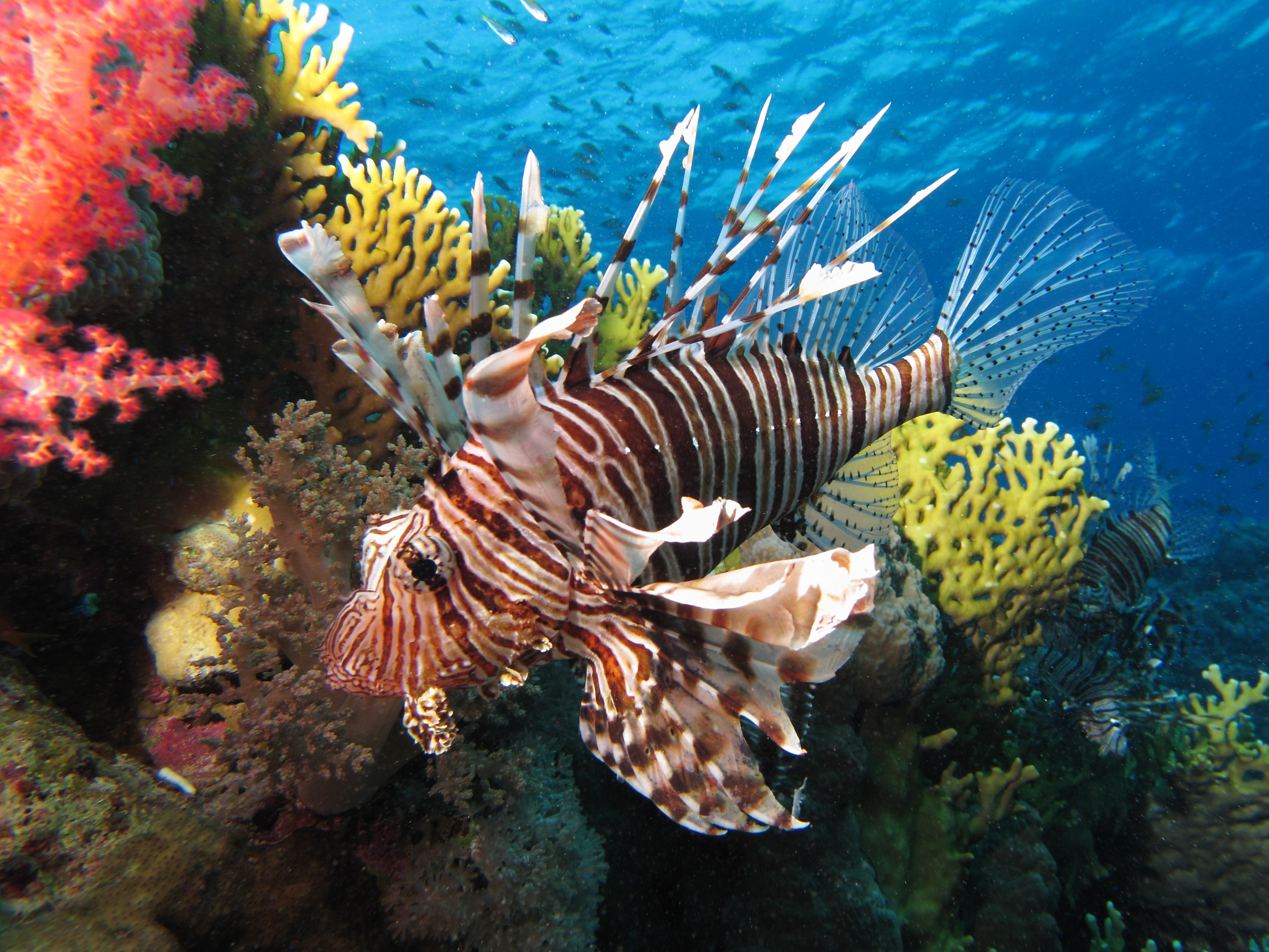
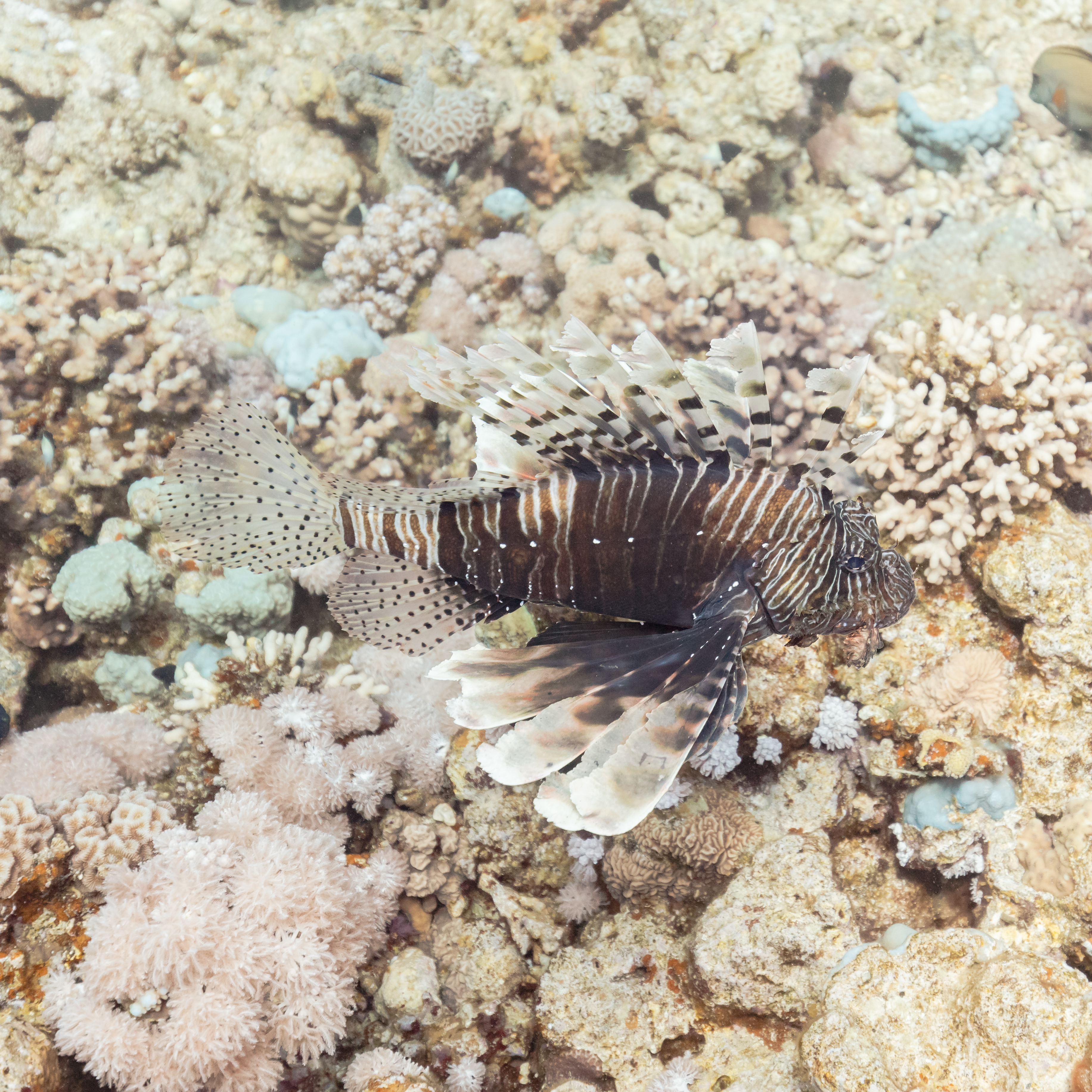
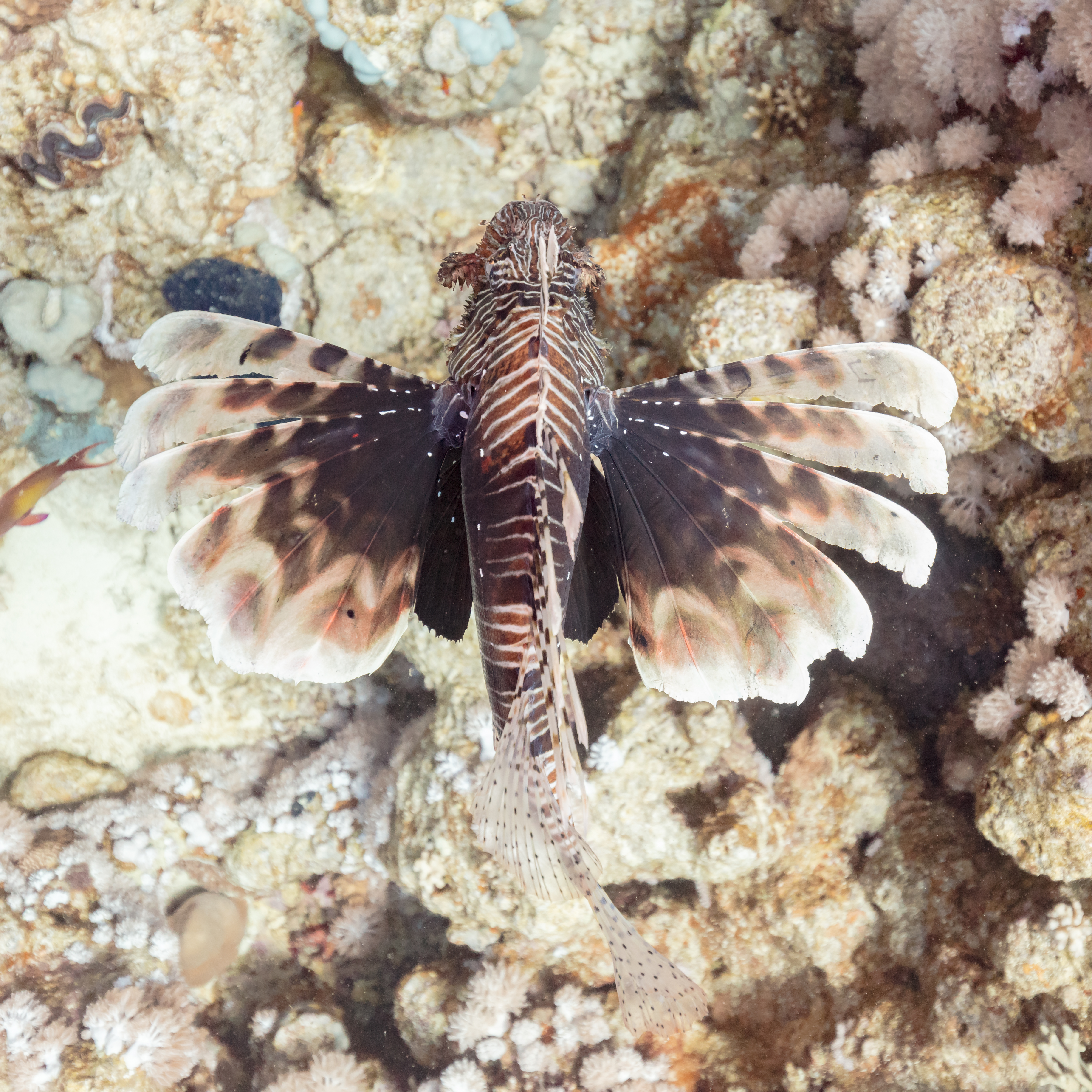

## Répartition
C'est un poisson qui vit à faible profondeur dans les écosystèmes coralliens.
Elle peuple la mer Rouge et l'océan Indien jusqu'aux Maldives, et est remplacée à partir de l'Indonésie par la très proche Pterois volitans. 
Toutes deux ont également été introduites par erreur aux Caraïbes, où elles sont invasives.
Elle s’est récemment introduite en Méditerranée orientale en passant par le canal de Suez. En l’absence de prédateurs, elle y prolifère rapidement et y décime les petits poissons.